# بيدرو خورخي فيرا
بيدرو خورخي فيرا هو كاتب وسياسي إكوادوري، ولد في 1914 في غواياكيل في الإكوادور، وتوفي بنفس المكان في 1999.